# Boots Mallory

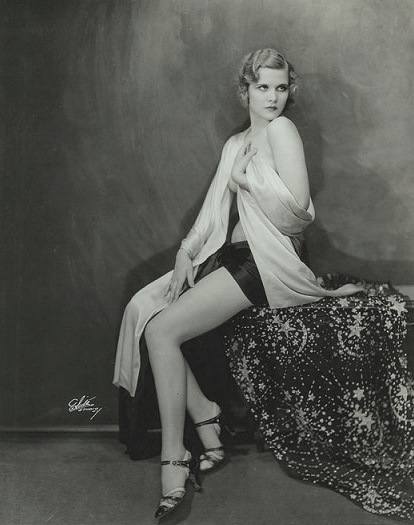
Boots Mallory (Fotografie von Luther S. White, um 1930)

Patricia „Boots“ Mallory (* 22. Oktober 1913 in New Orleans, Louisiana; † 1. Dezember 1958 in Santa Monica, Kalifornien) war eine US-amerikanische Schauspielerin, Tänzerin und Model.

## Leben
Mallory wuchs als eines von sechs Geschwistern in Mobile auf, wo sie die Murphy High School besuchte und als Platzanweiserin im Lyric Theatre arbeitete. Dort entdeckte sie Florenz Ziegfeld junior, der sie 1931 als Tänzerin bei den Ziegfeld Follies am Broadway anstellte. Dies ermöglichte Mallory den Sprung nach Hollywood.
Durch die Fox Film Corporation erhielt sie 1932 ihre erste Filmrolle als Peggy in Walking Down Broadway, dem ersten Tonfilm des Regisseurs Erich von Stroheim. Aufgrund von Differenzen mit dem Filmstudio wurde von Stroheim jedoch vom Filmdreh ausgeschlossen und die meisten seiner Szenen neu gedreht. 1933 erschien der Film unter dem neuen Titel Hello Sister. Aus dem tiefgründigen Werk über eine Dreiecksbeziehung war so ein B-Movie geworden, das eher schlechte Kritiken erhielt. Auch die schauspielerische Leistung von Boots Mallory und der Hauptdarstellerin ZaSu Pitts wurde bemängelt. Aufgrund der Umstände handelt es sich dennoch um Mallorys bekanntesten Filmauftritt.
Ebenfalls 1932 wurde Mallory zu einem der WAMPAS Baby Stars gewählt, denen man eine besonders erfolgreiche Karriere voraussagte. Ihre Hollywood-Laufbahn dauerte insgesamt jedoch nur 6 Jahre. 1938 drehte Mallory mit Laurel und Hardy: Als Salontiroler ihren elften und letzten Film, wurde dort jedoch nicht im Abspann genannt.
Sowohl während als auch noch nach ihrer Schauspielkarriere war die als Schönheit geltende Boots Mallory ein beliebtes Fotomodell, auch für Aktaufnahmen. Unter anderem lichtete sie der bekannte Fotograf George Hurrell ab.
Boots Mallory war dreimal verheiratet. Ihre im Alter von 16 geschlossene Ehe mit dem Schauspieler Charles Bennett wurde geschieden. In zweiter Ehe war sie von 1933 bis zur Scheidung 1946 mit dem Schauspieler William Cagney, dem Bruder von James Cagney, verheiratet, mit dem sie zwei gemeinsame Kinder hatte. Ihre dritte Ehe mit dem britischen Schauspieler Herbert Marshall hielt von 1947 bis zu ihrem Tod.
Boots Mallory starb am 1. Dezember 1958 im Alter von nur 45 Jahren in Santa Monica. Als Todesursache wurde zumeist eine nicht näher beschriebene chronische Halserkrankung, aber auch Lungenkrebs angegeben. Mallory wurde auf dem Chapel Of The Pines Crematory in Los Angeles bestattet.

## Filmografie
- 1932: Walking Down Broadway (erst 1933 als Little Sister veröffentlicht)
- 1932: Handle with Care
- 1933: Humanity
- 1933: The Wolf Dog
- 1933: Carnival Lady
- 1934: The Big Race
- 1934: Sing Sing Nights
- 1935: Powdersmoke Range
- 1937: Here’s Flash Casey
- 1938: Laurel und Hardy: Als Salontiroler (Swiss Miss)